# Коноплеві
Коноплеві (Cannabaceae) — родина рослин, яка входить у порядок розоцвіті (Rosales).
Найвідоміші представники хміль та коноплі, часто культивують у помірних та жарких регіонах планети.

## Ботанічний опис
Коноплеві — багаторічні або однорічні трави, дерева та чагарники.
Стебло у роду хміль в'юнке, у роду коноплі — прямостояче.
Листки лопатеві або складні, супротивні або вгорі стебла поперемінні.
Квітки одностатеві, рослини дводомні. Чоловічі квітки зібрані у складну волоть, жіночі — у сережку або шишку.
Плід — горіх; насіння безбілкове; зародок або зігнутий (у конопель) або закручений равликом (у хмелю).

## Класифікація
Родина складається із 10 родів:
- Aphananthe Planch. — Афананта
- Cannabis L. — Коноплі
- Celtis L. — Каркас
- Chaetacme Planch. — Хетакма
- Gironniera Gaudich. — Жироньєра
- Humulus L. — Хміль
- Lozanella Greenm.
- Parasponia Miq. — Параспонія
- Pteroceltis Maxim. — Птероцелтіс, єдиний вид птероцелтіс Татаринова — Pteroceltis tatarinowii
- Trema Lour. — Трема

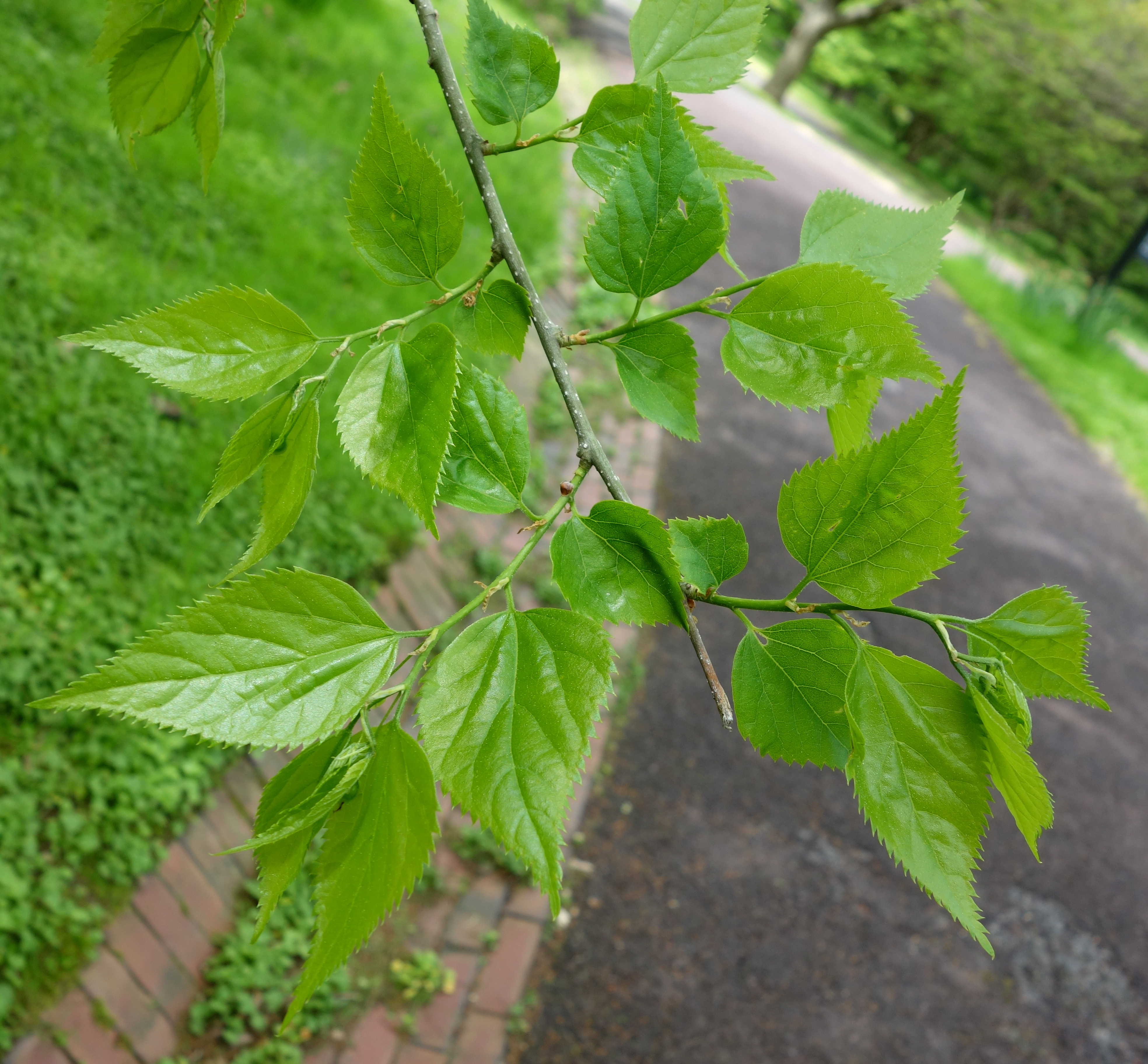
Pteroceltis tatarinowii
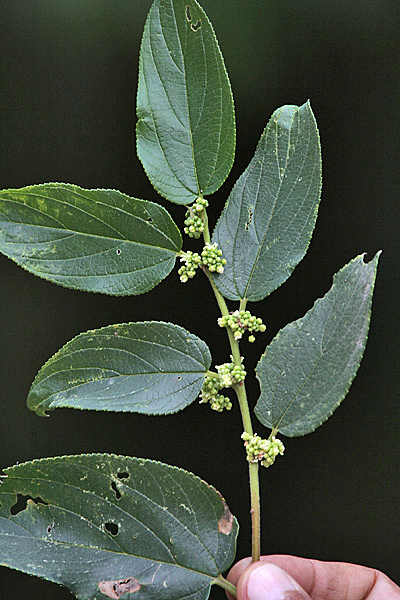
Trema orientalis
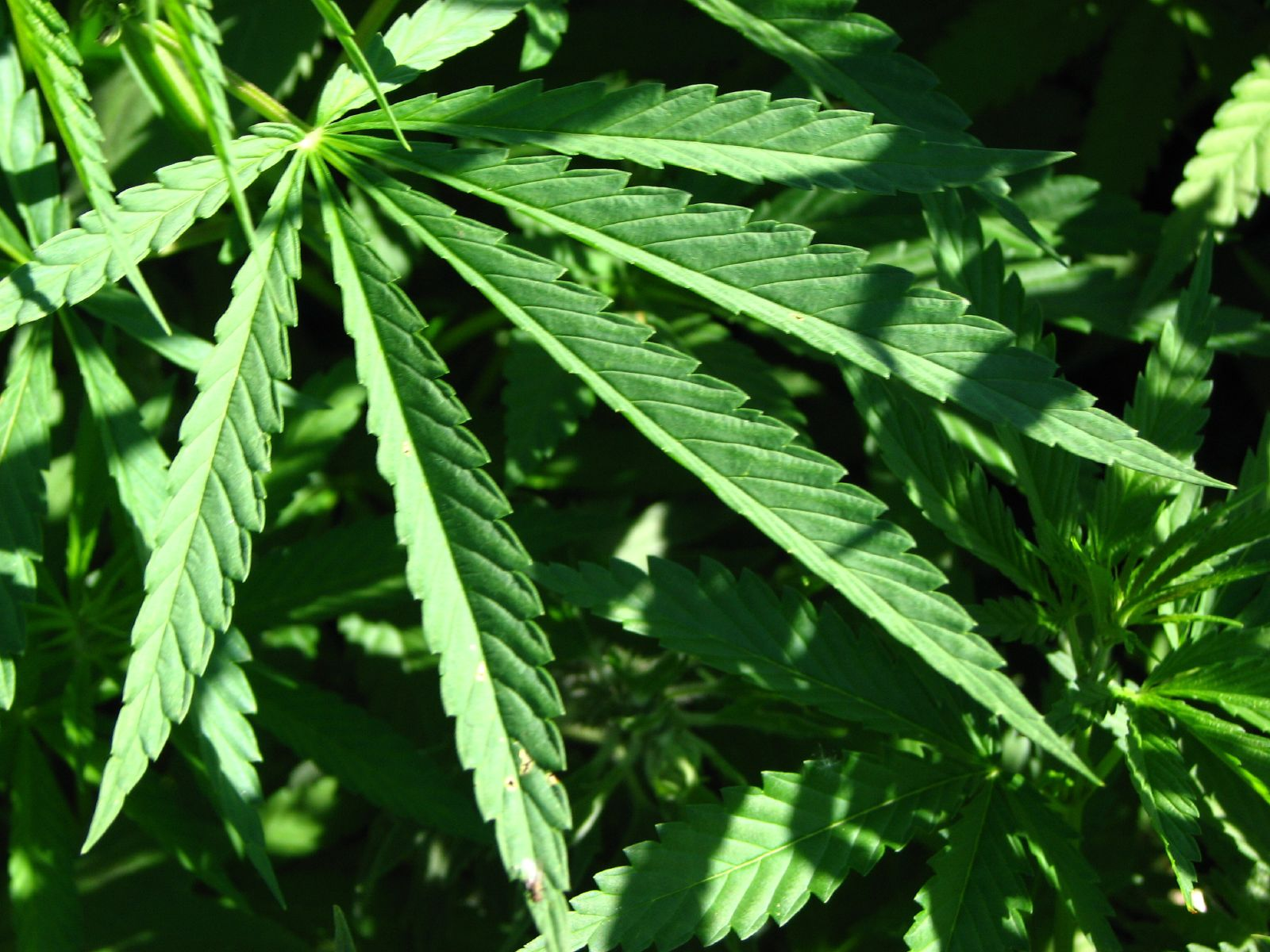
Cannabis sativa
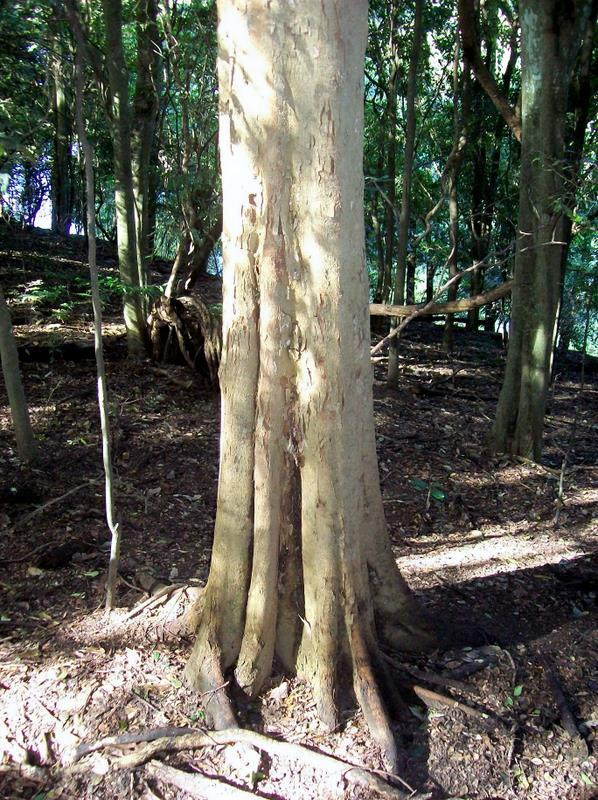
Стовбур Aphananthe philippinensis